# Елховка (Шатковский район)
Елховка — село в Шатковском районе Нижегородской области. Входит в состав Светлогорского сельсовета.

## История
До 1941 г. носило название Вонячка.

## Население
| 2002 | 2010 |
| ---- | ---- |
| 349  | ↘326 |